# Eupithecia pernotata
Eupithecia pernotata is een nachtvlinder uit de familie van de spanners (Geometridae).
De spanwijdte van deze vlinder is 18 à 19 millimeter. De grondkleur is geelbruin. Over de voorvleugel lopen veel donkergekleurde dwarslijntjes, richting de vleugelbasis zijn dat er minder.
De soort gebruikt boerenwormkruid, averuit, bijvoet en kleine bevernel als waardplanten. De rups is te vinden van juni tot halverwege september. De soort vliegt in een jaarlijkse generatie van halverwege juni tot halverwege juli. De pop overwintert in de grond.
De soort komt voor in een strook van de Alpen via Roemenië naar zuidelijke delen van Rusland en daarnaast in Finland. 